# Njallajávrásj
Njallajávrásj, enligt tidigare ortografi Njallajauratj, är en sjö i Jokkmokks kommun i Lappland och ingår i Luleälvens huvudavrinningsområde. Sjön har en area på 0,19 kvadratkilometer och ligger 729,1 meter över havet. Njallajávrásj ligger i Padjelanta Natura 2000-område. Njallajávrásj avvattnas av ett biflöde till Árasjåhkå som mynnar i Virihávrre.

## Delavrinningsområde
Njallajávrásj ingår i det delavrinningsområde (747165-154487) som SMHI kallar för Mynnar i Arasjåkkå. Medelhöjden är 794 meter över havet och ytan är 6,98 kvadratkilometer. Det finns inga avrinningsområden uppströms utan avrinningsområdet är högsta punkten. Vattendraget som avvattnar avrinningsområdet har biflödesordning 3, vilket innebär att vattnet flödar genom totalt 3 vattendrag innan det når havet efter 433 kilometer. Avrinningsområdet består mestadels av kalfjäll (97 procent). Avrinningsområdet har 0,19 kvadratkilometer vattenytor vilket ger det en sjöprocent på 2,7 procent.